# Jurkiwzi (Tscherniwzi)
Jurkiwzi (ukrainisch Юрківці; russisch Юрковцы Jurkowzy, rumänisch Iurcăuți, deutsch (bis 1918) Jurkoutz) ist ein Dorf im Norden der ukrainischen Oblast Tscherniwzi mit etwa 1800 Einwohnern.
Das in der Bukowina gelegene, 1448 erstmals schriftlich erwähnte Dorf liegt im Norden des Rajon Tscherniwzi 7 km südöstlich vom ehemaligen Rajonzentrum Sastawna und etwa 23 km nördlich vom Oblastzentrum Czernowitz.
1909 wurde nordwestlich des Ortes ein Endpunkt der Lokalbahn Werenczanka–Okna der Neuen Bukowinaer Lokalbahn-Gesellschaft eröffnet.
Am 21. September 2017 wurde das Dorf zum Zentrum der neu gegründeten Landgemeinde Jurkiwzi (Юрковецька сільська громада/Jurkowezka silska hromada). Zu dieser zählten auch die 6 in der untenstehenden Tabelle aufgelistetenen Dörfer; bis dahin bildete es die Landratsgemeinde Jurkiwzi (Юрковецька сільська рада/Jurkowezka silska rada) im Rajon Sastawna.
Seit dem 17. Juli 2020 ist der Ort ein Teil des Rajons Tscherniwzi.
Folgende Orte sind neben dem Hauptort Jurkiwzi Teil der Gemeinde:
| Name                     | Name         | Name                          | Name                 | Name        |
| ukrainisch transkribiert | ukrainisch   | russisch                      | rumänisch            | deutsch     |
| ------------------------ | ------------ | ----------------------------- | -------------------- | ----------- |
| Balamutiwka              | Баламутівка  | Баламутовка (Balamutowka)     | Balamutca            | –           |
| Bojantschuk              | Боянчук      | Боянчук                       | Bosânceni, Boianceni | Bojanczuk   |
| Dobryniwzi               | Добринівці   | Добрыновцы (Dobrynowzy)       | Dobronăuţi           | Dobronoutz  |
| Horoschiwzi              | Горошівці    | Горошовцы (Goroschowzy)       | Horoşăuţi            | Horoschoutz |
| Pohoriliwka              | Погорілівка  | Погореловка (Pogorelowka)     | Pohorlăuţi           | Pohorloutz  |
| Rschawynzi               | Ржавинці     | Ржавинцы (Rschawinzy)         | Rjavinţi             | –           |
| Tschornyj Potik          | Чорний Потік | Черный Поток (Tscherny Potok) | Pârâul Negru         | Czarnypotok |